# Elle
Elle (cách điệu là ELLE) là một tạp chí được xuất bản và phát hành ở nhiều nước trên thế giới. Nội dung của tạp chí đề cập nhiều đến các xu hướng thời trang, các biện pháp chăm sóc sắc đẹp và sức khoẻ, các loại hình giải trí dành cho phụ nữ. Tạp chí này do một người Pháp là Pierre Lazareff và vợ là Hélène Gordon sáng lập năm 1945. Hiện nay, nó thuộc sở hữu của tập đoàn Lagardère, Pháp và được công ty Hachette Filipacchi Media xuất bản tại Mỹ. Phiên bản Việt Nam được ra mắt độc giả từ tháng 10 năm 2010, xuất bản hàng tháng cho đến nay.
Các biên tập viên trước đây của tạp chí bao gồm Jean-Dominique Bauby, nổi tiếng với cuốn hồi ký của ông, và Roberta Myers, tổng biên tập phục vụ lâu nhất tại Elle. Nina Garcia hiện đang giữ vị trí tổng biên tập tại Elle, được bổ nhiệm sau sự ra đi của Myers.
Cùng với tạp chí, thương hiệu Elle bao gồm 33 trang web trải dài trên toàn cầu và nhận được 370 triệu lượt xem hàng tháng. Tập đoàn Lagardère của Pháp sở hữu thương hiệu này. Trụ sở chính thức của Elle được đặt tại Paris, với các nhà xuất bản được cấp phép đặt tại nhiều thành phố khác.

## Lịch sử
Hélène Gordon-Lazareff bắt đầu Elle ở Paris ngay sau Thế chiến II. Lần đầu tiên nó được bán dưới dạng phần bổ sung cho France-Soir, do chồng của Hélène, Pierre Lazareff, biên tập vào thời điểm đó. Hélène, người sáng lập tiên phong của Elle, đã từ Thành phố New York trở về Paris để tạo ra một ấn phẩm độc đáo vật lộn với nhiều lực lượng định hình cuộc sống của phụ nữ ở Pháp vào năm 1945. Phụ nữ được quyền bầu cử vào năm 1944, và Elle ngay lập tức đưa tin về vai trò của phụ nữ trong nền chính trị quốc gia và phong trào nữ quyền đang phát triển. Trong Elle, các bài báo về các nhà thiết kế thời trang đang lên, tạp chí sẽ cung cấp các mẫu miễn phí về một số mẫu thời trang của họ. Điều này cho phép công chúng trải nghiệm thời trang cao cấp khi tầng lớp lao động bình thường có thể tiếp cận được sự hào nhoáng của thế giới thời trang.
Số thứ 100 của nó, được xuất bản vào ngày 14 tháng 10 năm 1947, giới thiệu tác phẩm của Christian Dior chỉ tám tháng sau buổi trình diễn đầu tiên của ông. Tương tự như vậy, Brigitte Bardot có trang bìa Elle đầu tiên ở tuổi 17, vào ngày 7 tháng 1 năm 1952, vài tháng trước khi cô ra mắt màn ảnh trong Manina, Cô gái mặc bikini. Đến những năm 1960, Elle đã có 800.000 độc giả trên khắp nước Pháp và được cho là "không phản ánh thời trang nhiều như quy định về nó." Sự thống trị này được phản ánh trong khẩu hiệu nổi tiếng: "Si elle lit, elle lit Elle " 'If she read, she reads Elle ' .
Công ty con của Tập đoàn Lagardère, Hachette Filipacchi Médias bắt đầu đẩy Elle ra bên ngoài châu Âu vào năm 1969, ra mắt ấn phẩm tiếng Nhật. Năm 1985, Elle ra mắt ở Anh và Mỹ. Phiên bản tiếng Trung của tạp chí được xuất bản lần đầu tiên vào năm 1988. Đây là tạp chí thời trang bốn màu đầu tiên được cung cấp ở Trung Quốc. Tạp chí được sử dụng như một công cụ thông tin và giáo dục để mở cửa thị trường dệt may Trung Quốc. Đến năm 1991, doanh thu của tạp chí sụt giảm ở Mỹ
Năm 1989, Hachette Filipacchi Media US ra mắt tạp chí Elle Decor, tập trung vào trang trí nhà cửa. Elle.com được ra mắt vào năm 2007.
Năm 2011, Tập đoàn Hearst đã đạt được thỏa thuận trị giá 651 triệu euro với Lagardère để mua quyền xuất bản Tạp chí Elle tại 15 quốc gia bao gồm Vương quốc Anh, Ý, Tây Ban Nha, Nga và Ukraine.  Lagardère, gặp khó khăn trên thị trường quốc tế trong những năm 2000, đã giữ bản quyền đối với ấn bản tiếng Pháp và sẽ thu tiền bản quyền từ các ấn bản quốc tế.
Elle Brazil là tạp chí thương mại đầu tiên trên thế giới có người mẫu chuyển giới trên trang bìa, với Lea T. vào tháng 12 năm 2011. Ấn bản ở Brazil cũng đã phát hiện ra người mẫu chuyển giới Valentina Sampaio và đã đưa cô ấy lên trang bìa trước tạp chí Vogue Pháp. Elle đã in trang bìa dành cho những nhà sưu tập đặc biệt cho số tháng 9 năm 2016 của họ và một trong số đó có hình ảnh của Hari Nef, đây là lần đầu tiên một phụ nữ chuyển giới công khai xuất hiện trên trang bìa của một tạp chí thương mại lớn của Anh.
Năm 2019, Lagardère bán Elle France cho Czech Media Invest, công ty mẹ của Czech News Center. Lagardère tiếp tục sở hữu thương hiệu Elle